# Kościół Matki Bożej Fatimskiej w Katowicach
Kościół Matki Bożej Fatimskiej w Katowicach – rzymskokatolicki kościół parafialny pod wezwaniem Matki Bożej Fatimskiej przy ul. Bukszpanowej 26 w katowickiej dzielnicy Kostuchna.
Odpust przypada 13 maja lub w niedzielę po tym dniu.

## Historia
Decyzję o założeniu nowej parafii i budowie kościoła na pograniczu Piotrowic, Kostuchny i Zarzecza podjął w 2005 roku abp Damian Zimoń. Grunt pod budowę zakupiono 8 marca 2007 roku. Teren poświęcił abp Damian Zimoń 8 września 2007 roku. Autorami projekty byli architekci Dieter Paleta oraz Leszek Rakoczy. Budowę kościoła i dzwonnicy rozpoczęto w październiku 2012 roku. Kamień węgielny wmurował abp Wiktor Skworc 13 czerwca 2013 roku. Dzwonnicę poświęcono 13 maja 2017 roku.